# Liste der Bodendenkmale in Ralbitz-Rosenthal
In der Liste der Bodendenkmale in Ralbitz-Rosenthal sind die Bodendenkmale der Gemeinde Ralbitz-Rosenthal und ihrer Ortsteile nach dem Stand der Auflistung von Harald Quietzsch und Heinz Jacob aus dem Jahr 1982 aufgelistet. Eventuelle Änderungen und Ergänzungen, insbesondere aus der Zeit nach der Wende, sind nicht berücksichtigt, da für Sachsen aktuell keine neueren allgemein zugänglichen Bodendenkmallisten vorliegen. Die Baudenkmale sind in der Liste der Kulturdenkmale in Ralbitz-Rosenthal aufgeführt.
| Denkmal-ID | Fundart            | Ortsteil   | Bezeichnung | Zeitstellung    | Lage                                                        | Bemerkungen | Bild |
| ---------- | ------------------ | ---------- | ----------- | --------------- | ----------------------------------------------------------- | --- | ---- |
| ?          | besonderer Stein   | Gränze     | Kreuzstein  | Spätmittelalter | östlich des Orts an der Straßenkreuzung                     | Balkenkreuz und Beil eingezeichnet, Schutz seit 29. September 1971                                                             |      |
| ?          | besonderer Stein   | Ralbitz    | Steinkreuz  | Spätmittelalter | nördlicher Ortsteil, Platz östlich des Kirchhofs            | Dolcheinzeichnung, Schutz seit 27. Oktober 1971                                                                                |      |
| ?          | Befestigung > Burg | Schmerlitz | Wasserburg  | Mittelalter     | westlicher Ortsrand, westlicher Bereich des ehemaligen Guts | überbaut, oberflächlich nicht mehr sichtbar, Schutz seit 1938, erneuert 30. März 1962                                          |      |
| ?          | besonderer Stein   | Schmerlitz | Steinkreuz  | Spätmittelalter | südlicher Ortsrand, Südostwinkel der Straßenkreuzung        | Einritzung einer Klingenwaffe, Schutz seit 5. November 1971                                                                    |      |
| ?          | Befestigung > Burg | Schönau    | Wasserburg  | Mittelalter     | südöstlicher Ortsrand, östlicher Gutsbereich                | durch Herrenhaus überbaut, Graben eingeebnet und oberirdisch nicht mehr sichtbar, Schutz seit 1935, erneuert 12. November 1956 |      |